# 한 야코브
한 야코브, 또는 한 야꼬브 니콜라예비치(Хан Яков Николаевич, 1943년 8월 17일 ~ 2021년 9월 5일)는 카자흐스탄 고려인 작곡가, 트롬본 연주자이다.
심켄트에서 태어나 심켄트 음악대학을 졸업했다. 작품 중에는 김병학 작사에 곡을 붙인 〈고려 아리랑〉 등이 있다. 김병학과 함께 고려인들의 구전가요를 수집하여 《재소고려인의 노래를 찾아서》를 펴내기도 했다.
2021년 9월 5일 코로나19로 사망하였다.